# NGC 477
NGC 477 (również PGC 4915 lub UGC 886) – galaktyka spiralna z poprzeczką (SBc), znajdująca się w gwiazdozbiorze Andromedy. Odkrył ją William Herschel 18 października 1786 roku.
Do tej pory w galaktyce zaobserwowano jedną supernową:
- SN 2002jy, odkryta 17 grudnia 2002 roku, osiągnęła jasność obserwowaną 14,9m.